# Witte thee

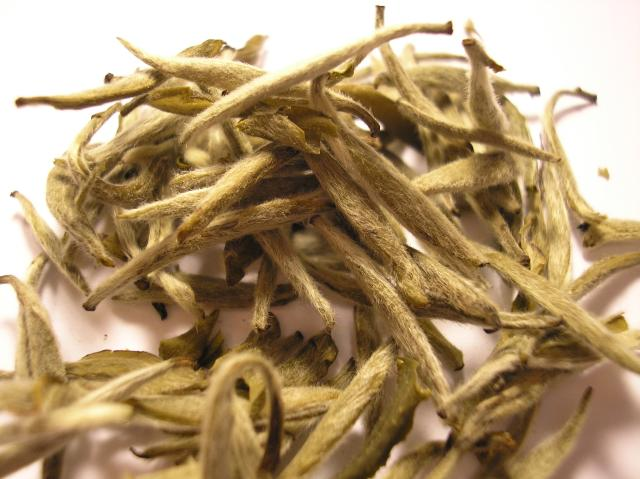
Witte thee

Witte thee is een theesoort die getrokken wordt van de eerste jonge knoppen van de theeplant. Deze knoppen worden geplukt binnen de eerste 48 uur dat ze zijn gevormd. Hierna worden de geplukte knoppen in zonlicht gedroogd. 
Witte thee was lange tijd enkel bekend in China, maar wordt in kleinere mate ook in Sri Lanka en India geproduceerd. In China wordt de thee hoofdzakelijk geproduceerd in de provincie Fujian. De theesoort werd populair tijdens de Song-dynastie in China. 
Sinds enkele jaren produceren theefabrikanten ook witte thee in builtjes voor de Nederlandse markt. Witte thee is relatief kostbaar.

## Gebruik
Witte thee heeft een subtiele smaak waarin zoete en bloemige tonen zijn te onderscheiden. Witte thee bevat vergeleken met gewone thee meer L-theanine, een aminozuur dat bij muizen, maar niet bij mensen, tot stressvermindering kan leiden, antioxidanten, zoals catechinen (EGCG), en vitamine C. Het aftreksel van de knoppen is lichtgeel en donkerder naarmate de thee langer staat.